# 李·巴恩斯
李·巴恩斯（英語：Lee Barnes，1906年7月16日—1970年12月28日），美国男子田径运动员。他曾代表美国参加1924年和1928年夏季奥林匹克运动会田径比赛，其中在1924年奥运会获得一枚金牌。